# Avventure fra le pelli rosse
Avventure fra le pelli rosse è un romanzo di Emilio Salgari, pubblicato nel 1900 da Paravia sotto lo pseudonimo di Guido Landucci. Il romanzo è un adattamento ridotto di Nick of the Woods,or The Jibbenainosay: A Tale of Kentucky di Robert Montgomery Bird, uno dei primi libri del genere western, scritto nel 1837. L'originale, che conteneva numerosi personaggi e sottotrame, è stato nettamente semplificato da Salgari, per renderlo più immediato e di maggiore impatto; la trama è comunque molto simile.

## Trama
I fratelli Rodolfo e Mary Harringhen, privati con l'inganno dell'eredità a loro spettante dallo zio (e antagonista) Braxley e ritrovatisi dunque in condizione di povertà, decidono di emigrare dal Messico verso le sorgenti del Rio Pecos, dove sperano di fare fortuna con i giacimenti auriferi. Il loro viaggio li porta a fare tappa presso il fortino del capitano Linthon, dove ricevono consigli sulla rotta da tenere e una guida per condurli fino al guado del fiume senza pericoli. Una volta al forte, tuttavia, giunge la notizia che gli indiani comanche sono scesi sul sentiero di guerra; nonostante il pericolo, i due giovani decidono lo stesso di mettersi in viaggio, accompagnati anche dalla giovane Telie Doc, figlia di un colono fatto prigioniero anni prima dagli indiani e divenuto un loro capo. Ben presto al piccolo gruppo si aggiungono varie figure, come quella di Ralph Stackpole, un giovane e spaccone scorridore della prateria, famoso per la sua abilità nel furto di bestiame, e come il quacchero Morton, espertissimo scorridore accompagnato dal suo cane Piccolo Pietro che gli funge da guida e da segnalatore di pericoli.
Il percorso è irto di ostacoli ed insidie, tese soprattutto dagli indiani che tentano in vari modi di catturare gli uomini bianchi del piccolo gruppo; sull'intera vicenda del romanzo aleggia comunque il fantasma di Scibellok, una figura a metà tra lo spirito dei boschi e il vendicatore, che senza mai essere veduto da alcuno, uccide senza pietà qualsiasi indiano sorprenda nei boschi, lasciando impresso il suo segno (una croce sul petto). Gli indiani hanno un timore superstizioso verso questa figura, anche se molti tra i bianchi dubitano della sua esistenza reale. Dopo varie peripezie, gli indiani riescono a sorprendere nel sonno gli uomini bianchi, e fanno prigioniere le due ragazze e Randolfo, mentre Ralph e Morton riescono a fuggire e mettersi in salvo, reputando di essere più utili liberi che non come prigionieri. Randolfo è portato via da una scorta di 3 indiani, mentre le due ragazze vengono condotte al campo dei comanche, dove si scopre che gli indiani hanno intrapreso la guerra spinti da un accordo fra il loro capo Pankiskaw e proprio Braxley, lo zio dei protagonisti, che voleva accertarsi definitivamente della loro morte in modo da poter godere dell'eredità senza più alcun ostacolo.
Il drappello che tiene prigioniero Randolfo si ubriaca ben presto con l'acquavite, e viene annientato da Diego Camargo, un avventuriero che si trovava nei pressi; i due si ricongiungono a Morton e Ralph e marciano verso il villaggio nemico. Giunti a destinazione, Ralph e Morton si introducono furtivamente nell'accampamento; qui Morton si rivela essere nientemeno che Scibellok (spinto ad agire per motivi di vendetta verso i comanche che anni prima avevano trucidato senza pietà la moglie ed i cinque figli) ed uccide Pankiskaw, ma i due bianchi sono sorpresi e catturati, assieme a Diego e Randolfo che vengono scoperti nei dintorni del villaggio. Tutto sembra perduto, quando dal forte del capitano Linthon giunge un nutrito gruppo di soccorritori (precedentemente avvertiti da Morton), che radono al suolo il villaggio uccidendo Braxley e quasi tutti gli indiani e liberano così i prigionieri. Scomparso l'antagonista, nessun ostacolo impedisce più a Randolfo e Mary di far ritorno in Messico e reclamare la propria eredità, accompagnati da Ralph che è nominato amministratore delle tenute di Randolfo, e da Telie e Diego che diventano marito e moglie.

## Edizioni
Fonte: Catalogo del Servizio Bibliotecario Nazionale.
- Emilio Salgari, Avventure fra le pelli-rosse, 22 illustrazioni di Giuseppe Garibaldi Bruno, Torino, Paravia, 1900,  p. 228.
- Emilio Salgari, Avventure fra le pelli-rosse, Milano, Sonzogno, 1927,  p. 122.
- Emilio Salgari, Avventure fra le pelli-rosse, con 30 illustrazioni di Tancredi Scarpelli, Milano, Sonzogno, 1932,  p. 251.
- Emilio Salgari, Avventure fra le pelli rosse, Milano, Carroccio, 1947,  p. 61.
- Emilio Salgari, Avventure fra le pelli-rosse, copertina a colori di Corrado Vero; illustrazioni di Tancredi Scarpelli, Milano, Viglongo, 1954,  p. 253.
- Emilio Salgari, Avventure fra le pelli rosse, illustrato da Golpe, Milano, Carroccio, 1959,  p. 159.
- Emilio Salgari, Avventure fra le pelli-rosse, copertina a colori di Corrado Vero; illustrazioni di Tancredi Scarpelli, Milano, Viglongo, 1954,  p. 251.
- Emilio Salgari, Avventure fra le pelli-rosse, illustrazioni di Tancredi Scarpelli, Milano, Fabbri, 2004,  p. 151.